# 메나리토리
메나리토리(山遊調) 또는 산유화제(山有花制)는 동부민요에서 나타나는 민요음계이다. 논매는 소리 『메나리』에서 따온 선법이다.

## 개요

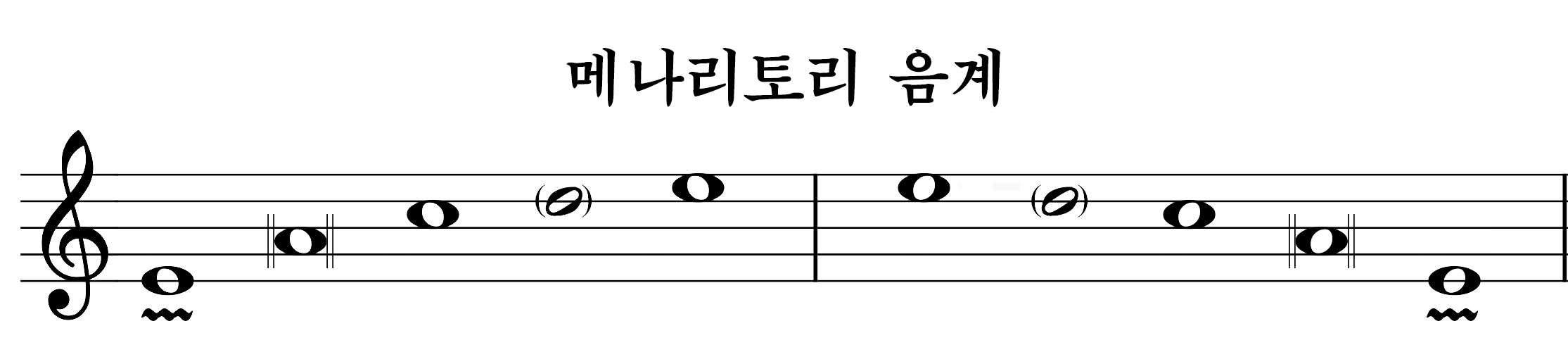
메나리토리 음계

메나리토리는 동부민요에서 주로 나타나나, 민요 전반에서 찾아볼 수 있는 선법이다.